# Kamal Ibrahim
Cet article concerne l’écrivain et philosophe syrien. Pour le mannequin et animateur de télévision irlandais, vainqueur du concours Mister Monde 2010, voir Kamal Ibrahim (animateur de télévision).
 (octobre 2007).
Améliorez-le ou discutez des points à vérifier. 
Kamal Ibrahim (1942-2021) né à Lattaquié en Syrie) est un écrivain et professeur de philosophie. Il fut enseignant en philosophie à Paris au Lycée Saint Jean de Passy de 1973 à 2007, restant de nombreuses années le seul enseignant de la matière dans l’établissement.

## Biographie
Proche du peintre Roland Rollant, avec lequel il a coécrit, et sur lequel il a écrit, Kamal Ibrahim s'est notamment intéressé à l'atmosphère des villes du Proche-Orient telles qu'Antioche, Constantinople ou Beyrouth, et a cherché à leur donner un sens métaphysique à travers le rapport au corps.

## Œuvres
- Rollant Roland ou le territoire de l'œil  (ISBN 270580076X)
- Babylone,La Vache,La Mort, poèmes. Flammarion, 1967  (ISBN 2080602489)
- "Celui-ci Celui-moi, poèmes". P.J. Oswald, 1971
- "Corps en friche, poèmes". Librairie Saint-Germain-des-Prés, 1974
- Alexandrie en perte de Venise  (ISBN 2080660705)
- Villes entrouvertes, recueil de nouvelles poétiques  (ISBN 2080665251)